# 聖卡洛斯 (烏拉圭)
聖卡洛斯（西班牙語：San Carlos）是烏拉圭的城市，由羅恰省負責管轄，位於該國東南部，距離馬爾多納多省13公里，始建於1763年，海拔高度24米，主要經濟活動是農牧業，2004年人口24,771。

## 外部連結
- INE map of San Carlos （页面存档备份，存于）